# Tout l'monde peut s'tromper
Singles de Patrick Bruel
J'roule vers toi
(1986) Musique vieille
(1987)
Pistes de De face
Regarde devant toi J'roule vers toi
Tout l'monde peut s'tromper est une chanson de Patrick Bruel, sortie en 1986 et troisième single issu de son premier album, De face. Coécrite par Patrick Bruel et Gérard Presgurvic, elle est utilisée par Claude Lelouch pour le générique et une scène de son film, Attention bandits !. 

## Histoire
Malgré des ventes décevantes, le journaliste Thierry Hornet, dans sa courte biographie consacrée à Patrick Bruel, considère que la chanson Tout l'monde peut s'tromper est une réussite : « une formule bien trouvée, quelques notes de piano entêtantes et beaucoup d'humour, un morceau que Michel Berger n'aurait pas renié. » Par ailleurs, Carole Fredericks, la future comparse de Jean-Jacques Goldman, est l'une des choristes. 
La chanson figure à deux reprises dans le film de Claude Lelouch, Attention bandits !, où Patrick Bruel y interprète l'un des rôles principaux.

## Participants
- Chant : Patrick Bruel
- Claviers : Jean-Yves D'Angelo
- Guitare : Kamil Rustam
- Batterie : Manu Katché
- Enregistrement et mixage : Kevin Killen
- Assistant : Serge Pauchard
- Basse : Guy Delacroix
- Chœurs : Carole Fredericks, Rebecca Padovani